# Oxamida
Oxamida é a diamida do ácido oxálico, um composto orgânico.  É um sólido branco e cristalino, solúvel em etanol, ligeiramente solúvel em água e insolúvel em éter dietílico. É a diamida derivada do ácido oxálico.

## Produção e aplicações
Oxamidas são produzidos de Cianeto de hidrogênio, oxidado  do cianogênio e depois hidrolisado.
A maior aplicação é como substituto da ureia em fertilizantes, sendo muitas vezes preferido por liberar a amônia mais lentamente, o que é preferível em alguns processos agrícolas. 
Também utilizado como estabilizante em preparações de nitrocelulose.

## Reações
Acima de 350°C se decompõe em cianogênio e água